# KRC Genk
Koninklijke Racing Club Genk (wym. [ˈkoː.nɪŋk.ˌlə.kə ˈraː.sɪŋ ˈklʏp ˈʝɛŋk]) lub Racing Genk – belgijski klub piłkarski z siedzibą w Genku.

## Historia
Utworzony 1 lipca 1988 w wyniku połączenia się dwóch klubów z Genku: KFC Winterslag i Waterschei Thor Genk. W debiutanckim sezonie 1988/89 występował w Eerste klasse A, zajmując miejsce KFC Winterslag, jednak w końcowej tabeli uplasował się na 18. pozycji i spadł do Tweede klasse / Division 2. Po roku uzyskał awans do Eerste klasse A, którą ponownie opuścił w 1994 r., spadając na drugi szczebel ligowy w Belgii. Po dwóch sezonach awansował.

## Sukcesy
- Eerste klasse:

Mistrzostwo (4): 1998/99, 2001/02, 2010/11, 2018/19
Wicemistrzostwo (3): 1997/98, 2006/07, 2020/21, 2022/23
- Tweede klasse:

Wicemistrzostwo (2): 1995/96
- Puchar Belgii:

Triumfator (5): 1997/98, 1999/2000, 2008/09, 2012/13, 2020/21
Finalista (1): 2017/18
- Superpuchar Belgii:

Triumfator (2): 2011, 2019
Finalista (7): 1998, 1999, 2000, 2002, 2009, 2013, 2021

## Obecny skład
Stan na 14 czerwca 2021
| Nr | Poz. | Piłkarz                |
| -- | ---- | ---------------------- |
| 2  | OB   | Mark McKenzie          |
| 4  | OB   | Dries Wouters          |
| 5  | OB   | Gerardo Arteaga        |
| 7  | NA   | Junya Itō              |
| 8  | PO   | Bryan Heynen (kapitan) |
| 9  | NA   | Cyriel Dessers         |
| 10 | NA   | Theo Bongonda          |
| 11 | PO   | Bastien Toma           |
| 17 | PO   | Patrik Hrošovský       |
| 18 | NA   | Paul Onuachu           |
| 21 | OB   | Jere Uronen            |

| Nr | Poz. | Piłkarz             |
| -- | ---- | ------------------- |
| 22 | NA   | Bryan Limbombe      |
| 23 | OB   | Daniel Muñoz        |
| 24 | PO   | Luca Oyen           |
| 26 | BR   | Maarten Vandevoordt |
| 33 | OB   | Jhon Lucumí         |
| 38 | PO   | Eboue Kouassi       |
| 40 | BR   | Tobe Leysen         |
| 42 | PO   | Kristian Thorstvedt |
| 46 | OB   | Carlos Cuesta       |
| 77 | OB   | Ángelo Preciado     |
| 80 | PO   | Pierre Dwomoh       |

### Piłkarze na wypożyczeniu
| Nr | Poz. | Piłkarz                                                    |
| -- | ---- | ---------------------------------------------------------- |
|    | NA   | Joseph Paintsil (w MKE Ankaragücü do 30 czerwca 2021)      |
|    | NA   | Benjamin Nygren (w sc Heerenveen do 30 czerwca 2022)       |
|    | NA   | Stephen Odey (w Amiens SC do 30 czerwca 2021)              |
|    | OB   | Casper De Norre (w Oud-Heverlee Leuven do 30 czerwca 2021) |

| Nr | Poz. | Piłkarz                                              |
| -- | ---- | ---------------------------------------------------- |
|    | OB   | Sébastien Dewaest (w Toulouse FC do 30 czerwca 2021) |
|    | NA   | Zinho Gano (w KV Kortrijk do 30 czerwca 2021)        |
|    | OB   | Neto Borges (w CR Vasco da Gama do 31 lipca 2021)    |
|    | PO   | Ivan Fiolić (w Cracovii do 30 czerwca 2021)          |